# Lubuk Tukko
Lubuk Tukko is een bestuurslaag in het regentschap Tapanuli Tengah van de provincie Noord-Sumatra, Indonesië. Lubuk Tukko telt 5023 inwoners (volkstelling 2010).